# Jens-Peter Fischer
Jens-Peter Fischer (* 1. Juni 1966) ist ein ehemaliger deutscher Fußballspieler. Der Offensivspieler verbrachte den größten Teil seiner Laufbahn bei Vereinen aus Hamburg und Schleswig-Holstein.

## Laufbahn
Fischer spielte beim Wilstedter SV Tangstedt. Zur Saison 1986/87 gab er erst dem Oberligisten Hummelsbütteler SV seine Zusage, zog diese aber im Januar 1986 zurück, als beim HuSV Trainer Eugen Igel entlassen wurde. Fischer ging stattdessen zum TuS Holstein Quickborn und wechselte 1987 aus Quickborn in die Amateurmannschaft des Hamburger SV, für den er in der Bundesliga erstmals in der Saison 1989/90 auflief. Fischers erster Pflichtspieleinsatz in der HSV-Profimannschaft erfolgte Ende September 1989 im UEFA-Pokal: Gegen den schwedischen Vertreter Örgryte IS wurde er in der 71. Minute eingewechselt und trug zum 5:1-Sieg der Hamburger einen Treffer bei. Nach insgesamt Einsätzen in der Bundesliga kam Fischer 1990/91 nur noch für die zweite Mannschaft Hamburgs in der damals drittklassigen Oberliga Nord zum Einsatz und verließ den Verein in der Winterpause, um sich dem Oberligisten TuS Hoisdorf anzuschließen.
Der Erstligist Stuttgarter Kickers verpflichtete Fischer daraufhin zur Saison 1991/92. Nach sechs in dieser Saison absolvierten Einsätzen stieg Fischer jedoch mit den Kickers in die 2. Bundesliga ab. In der Hinrunde der Folgesaison bestritt er noch zwölf Spiele für den Verein und wechselte zum Januar zum Zweitliga-Konkurrenten Hansa Rostock.
In Rostock gelang Fischer am 24. April 1992 bei einer 1:2-Heimniederlage gegen den SC Fortuna Köln sein einziges Bundesliga-Tor. In weiteren zehn Spielen für Hansa blieb Fischer torlos, woraufhin er zum Saisonende an den in der Oberliga Nord spielenden 1. SC Norderstedt abgegeben wurde. Im November 1993 trennte sich Norderstedt von Fischer, weil dieser sich abfällig über Trainer Caspar Memering und Jürgen Stars geäußert haben soll, kurz darauf spielte Fischer wieder für die Mannschaft. Ab 1995 nahm er mit Norderstedt an der Regionalliga teil, in der ihm in fünf Spielzeiten und 88 Einsätzen sieben Tore gelangen. 1995 gewann Fischer mit Norderstedt den Hamburger Pokalwettbewerb. 2000 zog er sich zunächst als Spieler zurück.
In der Saison 2002/03 spielte Fischer dann beim unterklassigen Harburger TB, mit dem er die Meisterschaft der Verbandsliga Hamburg gewann. Nach zwei weiteren Spielzeiten bei Eintracht Norderstedt und einem Jahr beim FC Elmshorn beendete Fischer seine Karriere endgültig.

## Erfolge
- Aufstieg in die Regionalliga Nord (1): 1995
- Meisterschaft der Verbandsliga Hamburg (1): 2003